# أليشا نيوتن
أليشا نيوتن هي ممثلة كندية، ولدت في 22 يوليو 2001 في فانكوفر في كندا.

## أعمال

### أفلام
- الأرض المحروقة

## وصلات خارجية
- أليشا نيوتن على موقع IMDb (الإنجليزية)
- أليشا نيوتن على موقع قاعدة بيانات الفيلم (الإنجليزية)